# Santalaceae
Le Santalacee (Santalaceae R.Br., 1810) sono una famiglia di piante angiosperme dell'ordine Santalales, che comprende circa 400 specie diffuse nelle regioni calde e temperate, di cui molte vivono in ambienti aridi (xerofile).
Comprende il sandalo (Santalum album), dal cui legno si estrae un olio aromatico, e la ginestrella (Osyris alba), comune nella macchia mediterranea.

## Descrizione
Sono piante erbacee o legnose, arbustive e arboree, spesso parassite, con fiori in cui sepali e petali non sono distinti (omeoclamidati) e frutto a drupa o noce con un solo seme.

## Tassonomia
La classificazione APG include nelle Santalaceae anche le famiglie Amphorogynaceae, Cervantesiaceae, Comandraceae, Nanodeaceae, Thesiaceae e Viscaceae, comprendendo i seguenti generi:
- Acanthosyris (Eichler) Griseb.
- Amphorogyne Stauffer & Hürl.
- Antidaphne Poepp. & Endl.
- Arceuthobium M.Bieb.
- Buckleya Torr.
- Cervantesia Ruiz & Pavon
- Choretrum R. Brown
- Comandra Nutt.
- Daenikera Hürl. & Stauffer
- Dendromyza Danser
- Dendrophthora Eichler
- Dendrotrophe Miq.
- Elaphanthera N.Halle
- Eubrachion Hook.f.
- Exocarpos Labill.
- Geocaulon Fernald
- Ginalloa Korth.
- Henslowia Blume
- Hylomyza Danser
- Jodina Hook. & Arn. ex Meisn.
- Korthalsella Tiegh.
- Lacomucinaea Nickrent & M.A.García
- Lepidoceras Hook.f.
- Leptomeria R. Br.
- Mida R.Cunn. ex A.Cunn.
- Myoschilos Ruiz & Pav.
- Nanodea Banks ex C.F.Gaertn.
- Nestronia Raf.
- Notothixos Oliv.
- Okoubaka Pellegr. & Normand
- Omphacomeria A.DC.
- Osyridicarpos A.DC.
- Osyris L.
- Phacellaria Benth.
- Phoradendron Nutt.
- Pilgerina Z.S.Rogers, Nickrent & Malécot
- Pyrularia Michx.
- Rhoiacarpos A.DC.
- Santalum L.
- Scleropyrum Arn.
- Staufferia Z.S.Rogers, Nickrent & Malécot
- Thesium L.
- Viscum L.